# Tarasco granulata
Tarasco granulata är en stekelart som beskrevs av Barbalho och Penteado-dias 2004. Tarasco granulata ingår i släktet Tarasco och familjen bracksteklar. Inga underarter finns listade i Catalogue of Life.